# Farquhar (archipelag)
Farquhar – archipelag należący do Wysp Zewnętrznych na Seszelach, leży ponad 700 km na południowy zachód od stolicy kraju Viktorii na wyspie Mahé. Całkowity obszar lądu wszystkich wysp archipelagu jest mniejszy niż 11 km², ale całkowity obszar atoli wynosi około 370 km².
Archipelag składa się z następujących obszarów:
| Nazwa                | Powierzchnia (km²) | Liczba ludności | Gęstość (os/km²) |
| -------------------- | ------------------ | --------------- | ---------------- |
| atol Farquhar        | 7,5                | 15              | 2                |
| atol Saint-Pierre    | 1,68               | 0               | 0                |
| atol Providence      | 1,5                | 6               | 4                |
| mielizna Wizard Reef | 0                  | 0               | 0                |
| Archipelag Farquhar  | 10,68              | 21              | 1,96             |